# صابرين بورشيد
صابرين بورشيد (11 يونيو 1985 - 22 يوليو 2019)؛ ممثلة ومذيعة بحرينية.

## عن حياتها
ولدت لأب بحريني وأم سعودية، درست الإعلام والعلاقات العامة لكنها لم تتابع دراستها بعد فرصة أتيحت لها بإذاعة البحرين.
عام 2018 قررت الاستقرار في الكويت بشكل دائم، مبينة أنها ستحظى فيها بفرص عمل كثيرة، منتظرة دور يحدث لها نقلة نوعية في مشوارها الفني.

## مشوارها المهني
بدأت مشوارها في إذاعة البحرين في عام 2008، ثم انتقلت منها إلى تلفزيون البحرين في تقديم برنامج صيف البحرين 2009 حيث كان أول برنامج لها ثم عادت إلى الإذاعة لتقدّم في القناة الشبابية الإذاعية وكانت من أبرز المذيعين فيها، وفي رمضان 2010 قامت بتقديم برنامج مسابقات خاص بها وحقق البرنامج متابعة كبيرة من المشاهدين في البحرين والخليج العربي، وحصدت لقب أجمل مذيعات العرب. شاركت في تقديم البرنامج الكويتي ”ع السِيف“، رفقة عدد آخر من الإعلاميين على قناة العدالة.

### دخولها مجال التمثيل
دخلت مجال التمثيل في عام 2012 من خلال مسرحية مصباح زين، كما شاركت في العديد من المسلسلات، صديقتها شيلاء سبت دعمتها لتدخل مجال التمثيل.

## مرضها ووفاتها
في أبريل 2019 كشفت عائلتها بأنهم لاحظوا على صابرين كثرة النوم وأنها لم تعد تتذكّر أحدًا من أصدقائها ولا تتعرف إلا على ذويها، ما أدى إلى أن يُسافر والدها إلى الكويت حيث تستقر وعاد بها إلى البحرين لتخضع في مستشفى قوة دفاع البحرين لسلسلة من الفحوصات، ليتّضح إصابتها بثلاثة أورام ليمفاوية في رأسها من جهة اليسار، فأعلن أن حياتها في خطر وهي بحاجة إلى عملية جراحية عاجلة، مًناشدًا ملك البحرين أن «يأمر بعلاج سريع لابنته». وقد أبدى عدد كبير من الفنانين والنشطاء من مختلف دول الخليج تعاطفهم مع مناشدة والد صابرين، مبدين صدمتهم لإصابتها بورم في رأسها داعين لها بالشفاء.
واستجاب الديوان الملكي البحريني لنداءات أسرة ”بورشيد“ وفنانين وإعلاميين لنقل صابرين للعلاج في الخارج، حيث وجّهت وزارة الصحة البحرينية لجنة العلاج في الخارج لبدء الترتيب لإجراءات سفرها لتلقي العلاج في ألمانيا،، لكن معانتها مع المرض لم تستمر طويلًا حيث توفيت في تركيا في 22 يوليو 2019، وسط صدمة ومفأجاة للوسط الفني.

## أعمالها

### في التلفزيون
| سنة الإنتاج | اسم المسلسل         | الشخصية |
| ----------- | ------------------- | ------- |
| 2020        | أمي دلال والعيال    | شوق     |
| 2019        | أنا عندي نص         | سارة    |
| 2019        | عشاق رغم الطلاق     | آمال    |
| 2018        | محطة انتظار         | نسيبة   |
| 2018        | المواجهة            | نوف     |
| 2017        | خيوط الحرير         | صابرين  |
| 2017        | أماني العمر         | شهد     |
| 2017        | دموع الأفاعي        | خديجة   |
| 2017        | حياة ثانية          | فاتن    |
| 2016        | على ذمة التحقيق     | نوال    |
| 2016        | حكايات: أحلام وردية | نوف     |
| 2016        | المسافات            | أغادير  |
| 2016        | درب العرايس         | فاطمة   |
| 2016        | حكايات: روح روحي    | عائشة   |
| 2016        | الوجه المستعار      | شيخة    |
| 2015        | النور               | هند     |
| 2015        | امرأة مفقودة        | نور     |
| 2014        | كسر الخواطر         | وضحى    |
| 2014        | أهل الدار           | شمسة    |

### في المسرح
| سنة الإنتاج | المسرحية              | الشخصية |
| ----------- | --------------------- | ------- |
| 2017        | هذا الميدان يا حميدان |         |
| 2016        | خفيف خفيف             |         |
| 2014        | كوخ حارسات الغابات    |         |
| 2012        | مصباح زين             | مجاميع  |
| 2012        | وين ما نطقها عوية     |         |

### تقديم البرامج
| سنة الإنتاج | البرنامج     | عرض على         |
| ----------- | ------------ | --------------- |
| 2019        | سراي         | قناة العدالة    |
| 2015        | ليالي الكويت | تلفزيون الكويت  |
| 2009        | صيف البحرين  | تلفزيون البحرين |

## روابط خارجية
- صابرين بورشيد على موقع قاعدة بيانات الأفلام العربية